# 反衛星武器

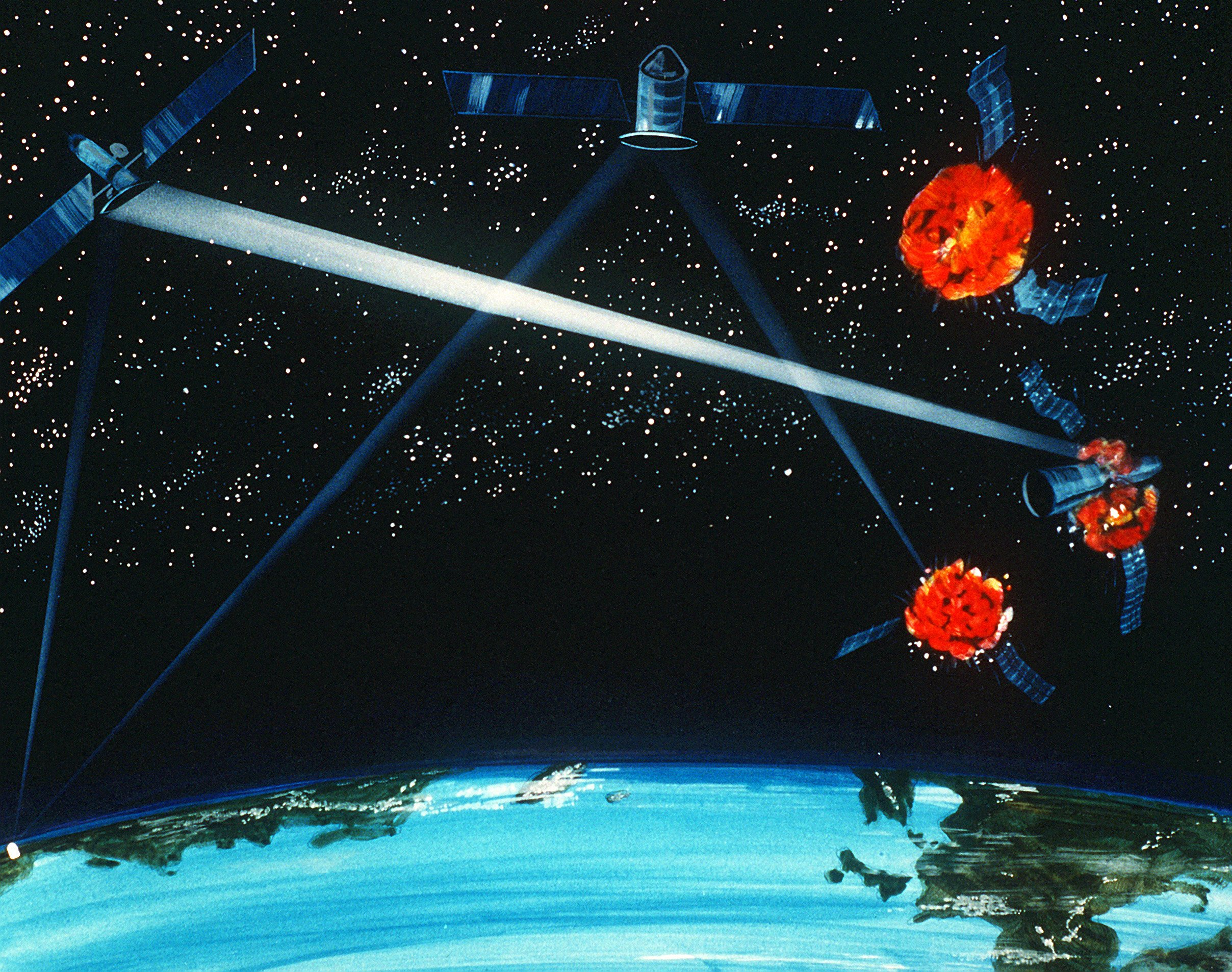
星球大战计划衛星攻擊衛星的概念

反卫星武器（英語：Anti-satellite weapon, ASAT）是一種太空武器，专门用来对卫星轨道上的人造卫星进行攻击。尽管反卫星武器还未投入战争中进行使用，但美国、苏联（现已解体，主要继承国为俄罗斯）、中国、印度都成功發展出反衛星武器，并通过击落自己的卫星来展示了其威力。反卫星武器也被用于清除退役卫星。

## 种类
- 反卫星导弹
- 反卫星卫星